# Mary Alexandra White

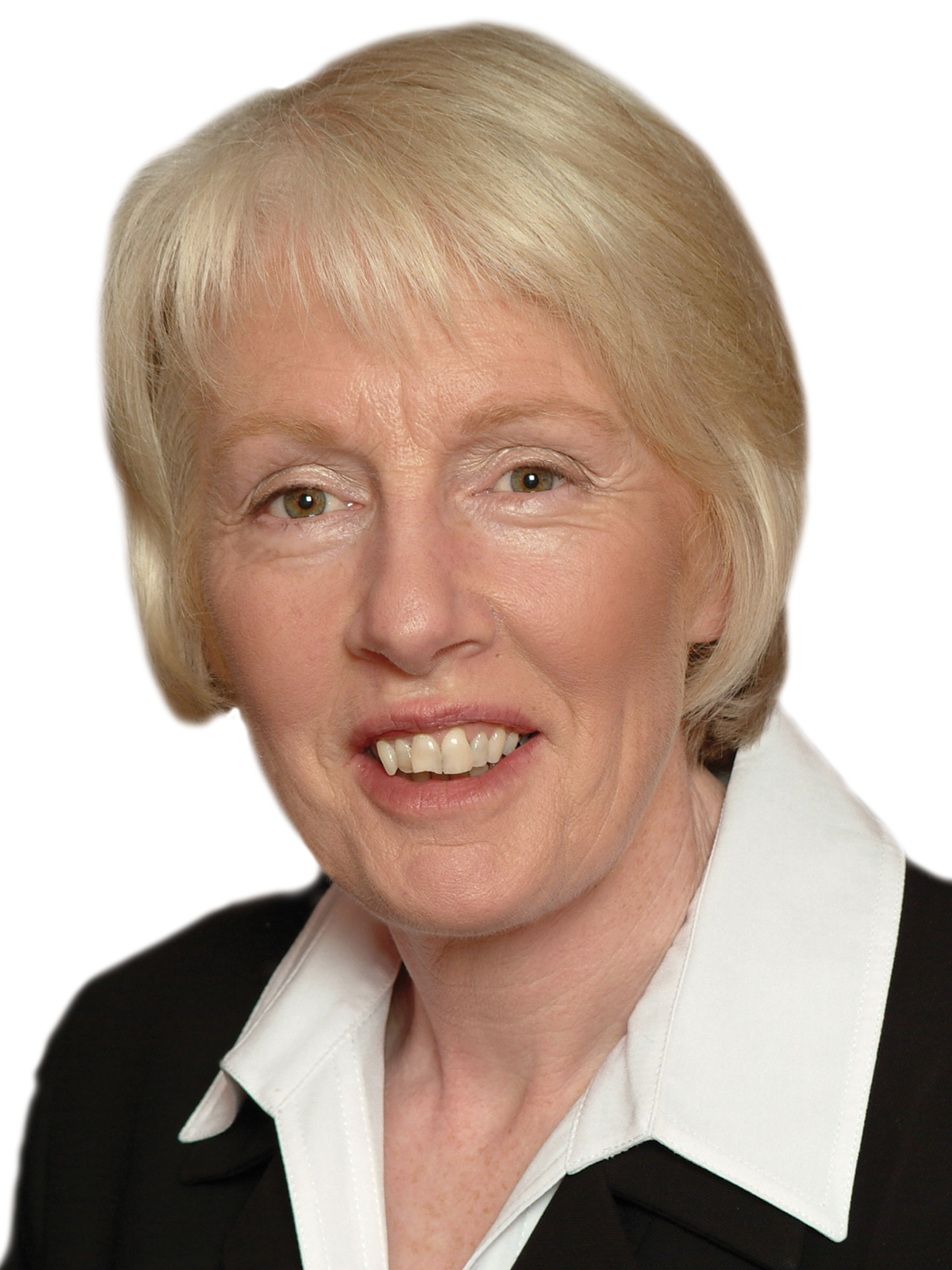
Mary Alexandra White, 2010

Mary Alexandra White (* im County Wicklow) ist eine irische Politikerin.

## Leben
Geboren im County Wicklow, lebte Mary White für mehr als 20 Jahre in Borris, County Carlow. Sie ist verheiratet und hat eine Tochter.
Ihre politische Karriere begann 1997 als sie, wenn auch erfolglos, für die Green Party zu den Wahlen für den 28. Dáil Éireann antrat. 1999 wurde White in das Carlow County Council gewählt, sowie 2004 wiedergewählt. 2001 wurde sie Vizeparteivorsitzende der Green Party. 2002 kandidierte White erneut für einen Sitz im Dáil Éireann, diese Kandidatur blieb ebenso wie ihre Kandidatur für einen Sitz im Seanad Éireann, im selben Jahr, erfolglos. 2004 nahm sie an den Wahlen für das Europäische Parlament teil, konnte sich aber mit nur 5,64 % der Stimmen nicht durchsetzen. Bei den Wahlen zum 30. Dáil Éireann gelang es ihr 2007 schließlich in das irische Unterhaus einzuziehen. Infolgedessen gab sie ihren Sitz im Carlow County Council auf. 2007 wurde auch White als Vizeparteivorsitzende bestätigt.
Am 23. März 2010 wurde sie Staatsministerin und bekleidete diesen Posten bis zum 23. Januar 2011, als ihre Partei die Regierungskoalition verließ. Bei den folgenden Wahlen zum 31. Dáil im Februar 2011 verlor White, ebenso wie ihre fünf Parteikollegen, ihren Sitz im Unterhaus.